# Mökkisaari (ö i Viitasaari, Iso-Jouhteno)
Mökkisaari är en ö i Finland. Den ligger i sjön Iso-Jouhteno och i kommunen Viitasaari i den ekonomiska regionen  Saarijärvi-Viitasaari och landskapet Mellersta Finland, i den centrala delen av landet, 300 km norr om huvudstaden Helsingfors. Öns area är 0,2 hektar och dess största längd är 60 meter i sydöst-nordvästlig riktning.